# Alex (football, juin 1982)
Pour l’article homonyme, voir Alex.
Alex Rodrigo Dias da Costa ou plus simplement Alex, né le 17 juin 1982 à Niterói au Brésil, est un footballeur international brésilien. 
Surnommé « le tank », ce défenseur au physique impressionnant mesure 1,88 m pour 92 kg.

## Biographie

### Formation et débuts en Europe
Alex commence sa carrière professionnelle dans le club de Santos au Brésil, en 2002. Il joue son premier match contre Fluminense (1-1). Moins d'un mois après ses débuts, il marque son premier but lors d'un match contre Vasco da Gama le 18 septembre 2002. Grâce à ses bonnes performances, Alex finit par assurer sa place au sein de l'équipe. Lors de sa première saison, Santos remporte le titre de Série A, leur premier depuis 1968.
Au cours de la saison 2003, Alex participe à 34 rencontres et réussit à marquer neuf buts. Toujours en 2003, Alex aide Santos à atteindre la finale de la Copa Libertadores, où Santos a finalement perdu 5 à 1 contre la formation argentine de Boca Juniors. Lors du match retour, Alex marque le seul but de son équipe malgré une défaite sur le score de 3 à 1.

### PSV Eindhoven (2004-2007)
Le puissant défenseur central brésilien signe à Chelsea FC, mais il n'évolue jamais dans ce club avant la saison 2007-2008 car il n'a pas de permis de travail en Angleterre, et il est ainsi prêté chaque saison au PSV Eindhoven. Aux Pays-Bas il s'impose comme un défenseur rugueux et puissant. Il se fait surtout remarquer par des prestations convaincantes en Ligue des champions où il atteint les demi-finales de l'édition 2004-2005. Il y est notamment l'auteur d'un but décisif en quarts de finale retour contre l'Olympique lyonnais et du but de la victoire contre Monaco en match aller des huitièmes de finale. Eindhoven sera éliminé en demi-finales par l'AC Milan de Carlo Ancelotti grâce à la règle du but à l'extérieur.
Lors de l'édition 2006-2007 de la Ligue des Champions, Alex inscrit le but qualificatif en huitièmes de finale retour à Arsenal (1/1). Eindhoven atteint les quarts de finale de l'épreuve, éliminé par Liverpool.

### Chelsea (2007-2012)
Durant l'inter-saison 2007, il rejoint enfin Chelsea où Avram Grant vient de succéder à José Mourinho. Cette première saison à Londres s'achève par une finale de Ligue des champions passée sur le banc et perdue contre Manchester United.

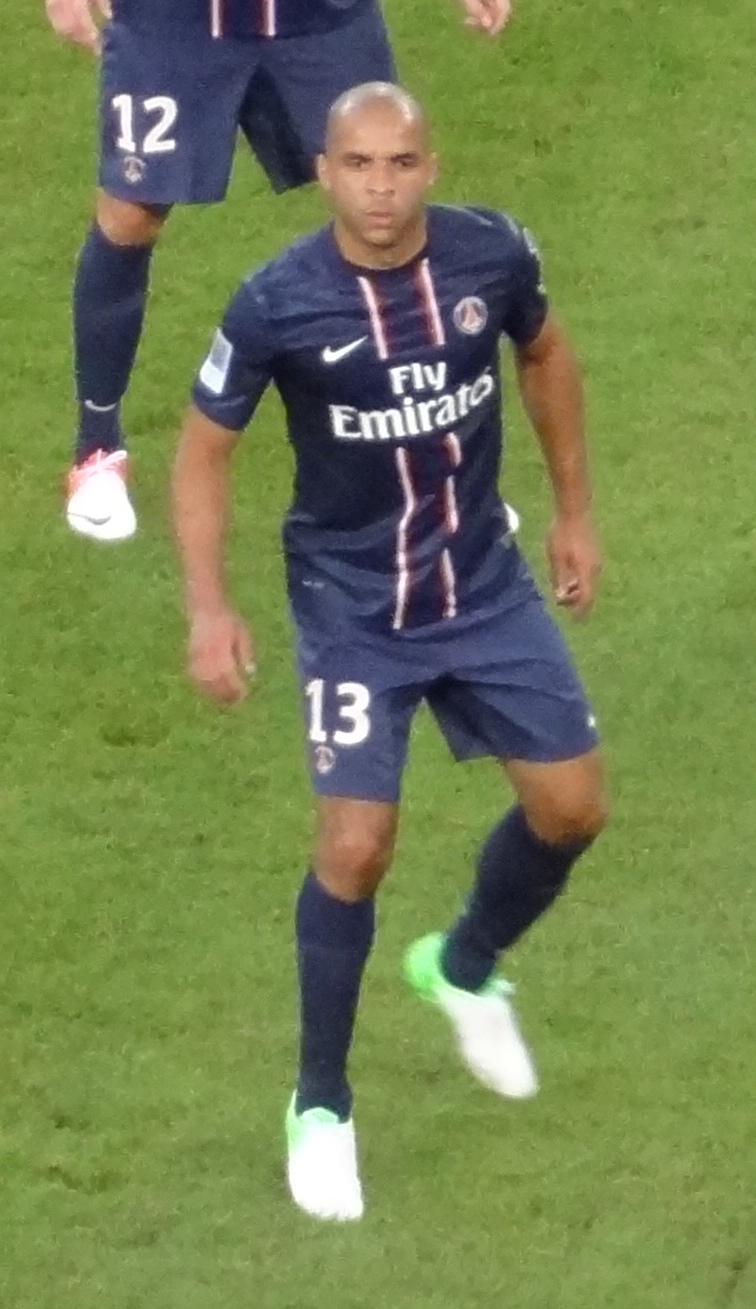
Alex au PSG

La saison suivante est marquée par le passage de deux entraineurs (Scolari et Hiddink) et surtout un premier trophée gagné en Angleterre, la Cup, remportée aux dépens d'Everton. En Ligue des champions Chelsea est éliminé dans les derniers instants de sa demi-finale par le FC Barcelone et un but d'Iniesta (1/1). Alex marque un but en quarts de finale retour contre Liverpool (4/4).
2009-2010 sera la saison la plus prolifique en titres pour Alex. Sous les ordres de Carlo Ancelotti, son équipe conserve sa Cup contre Portsmouth et remporte le championnat en inscrivant 103 buts. Le parcours européen s'arrête en huitièmes de finale contre l'Inter Milan, futur vainqueur de l'épreuve.
Alex connait alors quelques problèmes physiques qui ne lui permettent pas de disputer une partie de la saison 2010-2011 où Chelsea ne remporte aucun trophée et tombe en quarts de finale de la C1. Ancelotti quitte le club pour être remplacé par André Villas-Boas, récent vainqueur de la Ligue Europa. Alex ne rentre pas dans les plans du nouveau coach portugais et décide de tenter une nouvelle aventure lors du mercato d'hiver 2012.

### Paris Saint-Germain (2012-2014)
Le 27 janvier 2012, Alex est présenté par son compatriote Leonardo directeur sportif du PSG où il retrouve Carlo Ancelotti, son ancien coach à Chelsea. Il portera le numéro 13, libre depuis le départ de Sammy Traoré et la durée de son contrat porte sur deux ans et demi. Le transfert est évalué à 5 M€. Il marque son premier but dès son deuxième match avec le Paris Saint-Germain  face à Montpellier d'une combinaison sur coup franc avec Nenê lors de la 24e journée de Ligue 1.
Le 8 avril 2012, il marque son deuxième but face à l'OM.
Le 5 mai 2013, Alex inscrit un but contre Valenciennes et permet au PSG d'égaliser, le match se termine sur un score nul de 1-1.
Le 26 mai 2013, il devient champion de France en réalisant une saison pleine, reléguant son concurrent Mamadou Sakho sur le banc de touche, Carlo Ancelotti préférant aligner une charnière composée de Thiago Silva et Alex dont l'expérience sera précieuse notamment dans le bon parcours du Paris Saint-Germain en Ligue des champions qui se terminera par une élimination de justesse en quart de finale face au FC Barcelone. 
Le 3 août 2013, il remporte le Trophée des Champions face au Girondins de Bordeaux, en marquant un but.
Lors de la saison 2013-2014, il est en concurrence avec le jeune brésilien Marquinhos arrivé au cours du mercato d'été. Il joue cependant  les 5 premiers matchs de Ligue 1 en tant que titulaire et sans se faire remplacer. Il marque un but contre son camp le 25 août 2013 face au FC Nantes (victoire 2-1). Il ne jouera pas le premier match de la Ligue des champions où Marquinhos lui sera préféré. Mais auteur de prestations solides et plus expérimenté que son jeune coéquipier, Laurent Blanc, le nouvel entraîneur parisien, lui fait confiance et laisse la charnière Thiago Silva - Alex en place, les deux joueurs se complétant bien dans l'axe de la défense parisienne.

### AC Milan (2014-2016)
Le 6 juin 2014, Alex, libre en fin de saison au PSG, signe un contrat de deux ans à l'AC Milan. Il se fixe comme objectif de ramener le club milanais en Ligue des champions l'année suivante. Il portera l'ancien numéro de son ex coéquipier Thiago Silva, le n°33 pour lui rendre un hommage.
Il est maintenant à la retraite.

## Profil technique
Alex a tout du libéro classique, mais possède plusieurs atouts le rendant supérieur à la moyenne des joueurs. Il dispose ainsi d'une frappe de balle très puissante, utile sur coup franc.
Il est doté par ailleurs d'un excellent jeu de tête qui fit très souvent mouche lors des corners et coups francs excentrés. Il dispose également d'une puissance physique élevée, lui permettant de rester solide sur ses appuis lors des duels.

## Palmarès

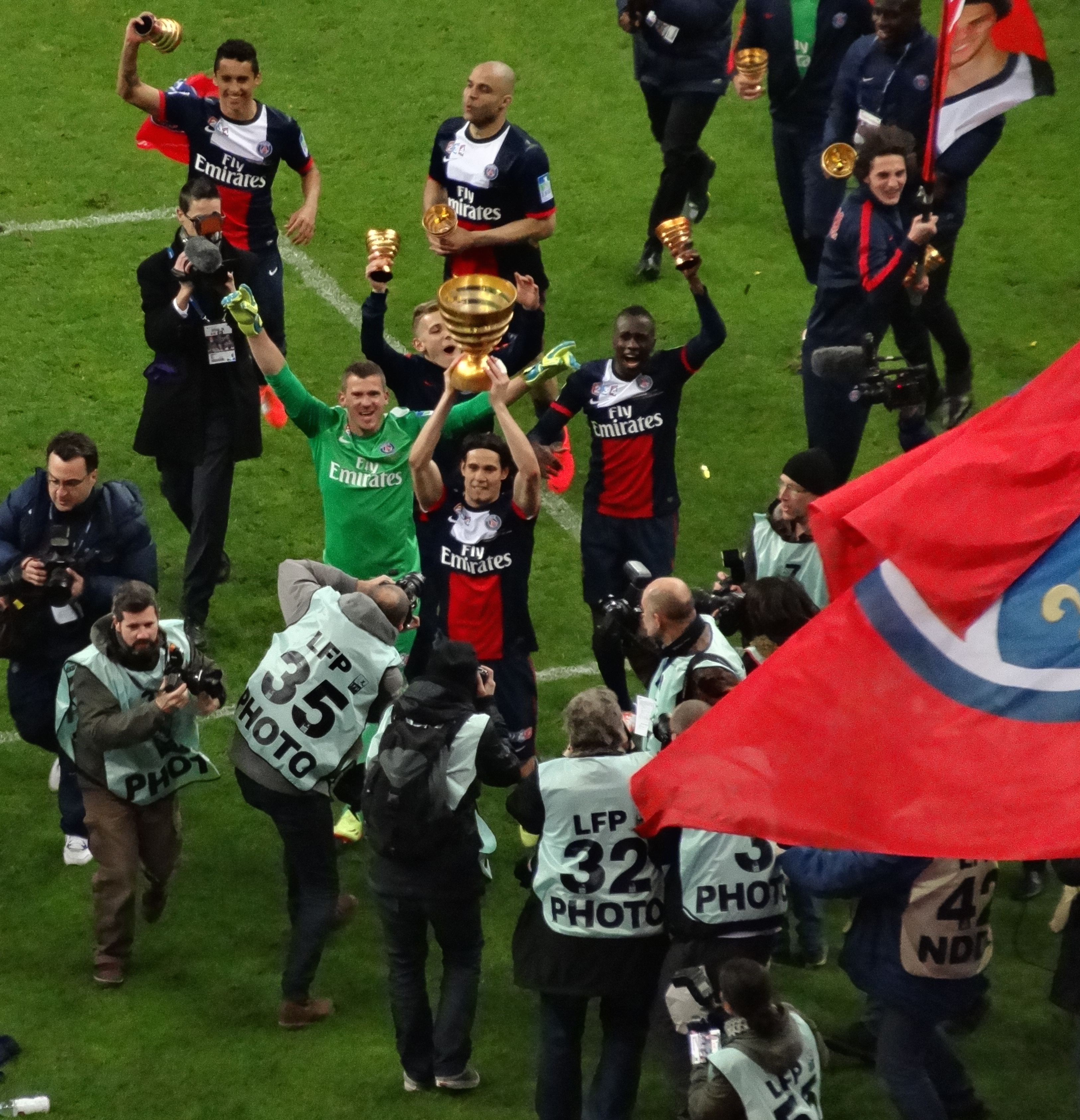
Alex (en haut au centre) remportant la Coupe de la Ligue 2014.

### Club
- Santos FC
  - Champion du Brésil : 2002
  - Finaliste de la Copa Libertadores : 2003

- PSV Eindhoven
  - Champion des Pays-Bas : 2005, 2006 et 2007
  - Vainqueur de la Coupe des Pays-Bas : 2005

- Chelsea FC
  - Champion d'Angleterre : 2010
  - Vainqueur de la Coupe d'Angleterre : 2009 et 2010
  - Vainqueur du Community Shield : 2009

- Paris Saint-Germain
  - Champion de France : 2013 et 2014
  - Vainqueur de la Coupe de la Ligue : 2014
  - Vainqueur du Trophée des Champions :  2013
  - Vice-champion de France : 2012

### Équipe du Brésil
- 18 sélections en équipe du Brésil entre 2003 et 2008.
- Vainqueur de la Copa América : 2007

### Distinctions
- « Ballon d'argent brésilien » (Placar) : 2002, 2003

## Statistiques
| Saison                | Club                  | Championnat           | Championnat | Championnat | Coupe nationale | Coupe nationale | Coupe de la Ligue | Coupe de la Ligue | Supercoupe | Supercoupe | Compétition(s) continentale(s) | Compétition(s) continentale(s) | Compétition(s) continentale(s) | Brésil | Brésil | Total | Total |
| Saison                | Club                  | Division              | M.          | B.          | M.              | B.              | M.                | B.                | M.         | B.         | Comp.                          | M.                             | B.                             | M.     | B.     | M.    | B.    |
| 2002                  | Santos FC             | Série A               | 25          | 3           | -               | -               | -                 | -                 | -          | -          | -                              | -                              | -                              | -      | -      | 25    | 3     |
| 2003                  | Santos FC             | Série A               | 40          | 10          | -               | -               | -                 | -                 | -          | -          | CL+CS                          | 13+6                           | 4+1                            | 5      | 0      | 64    | 15    |
| 2004                  | Santos FC             | Série A               | 13          | 1           | -               | -               | -                 | -                 | -          | -          | CL                             | 5                              | 1                              | -      | -      | 18    | 2     |
| Sous-total            | Sous-total            | Sous-total            | 78          | 14          | -               | -               | -                 | -                 | -          | -          | -                              | 24                             | 6                              | 5      | 0      | 107   | 20    |
| 2004-2005             | PSV Eindhoven         | Eredivisie            | 27          | 3           | 4               | 0               | -                 | -                 | -          | -          | C1                             | 13                             | 2                              | -      | -      | 44    | 5     |
| 2005-2006             | PSV Eindhoven         | Eredivisie            | 28          | 2           | 2               | 0               | -                 | -                 | 1          | 0          | C1                             | 7                              | 0                              | -      | -      | 38    | 2     |
| 2006-2007             | PSV Eindhoven         | Eredivisie            | 29          | 6           | 3               | 0               | -                 | -                 | 1          | 0          | C1                             | 8                              | 2                              | 10     | 0      | 51    | 8     |
| Sous-total            | Sous-total            | Sous-total            | 84          | 11          | 9               | 0               | -                 | -                 | 2          | 0          | -                              | 28                             | 4                              | 10     | 0      | 133   | 15    |
| 2007-2008             | Chelsea FC            | Premier League        | 28          | 2           | 2               | 0               | 3                 | 0                 | -          | -          | C1                             | 6                              | 1                              | 3      | 0      | 42    | 3     |
| 2008-2009             | Chelsea FC            | Premier League        | 24          | 2           | 6               | 1               | 2                 | 0                 | -          | -          | C1                             | 9                              | 1                              | -      | -      | 41    | 4     |
| 2009-2010             | Chelsea FC            | Premier League        | 16          | 1           | 6               | 0               | 1                 | 0                 | -          | -          | C1                             | 2                              | 0                              | -      | -      | 25    | 1     |
| 2010-2011             | Chelsea FC            | Premier League        | 15          | 2           | -               | -               | 1                 | 0                 | -          | -          | C1                             | 4                              | 0                              | -      | -      | 20    | 2     |
| 2011-2012             | Chelsea FC            | Premier League        | 3           | 0           | -               | -               | 3                 | 0                 | -          | -          | C1                             | 3                              | 0                              | -      | -      | 9     | 0     |
| Sous-total            | Sous-total            | Sous-total            | 86          | 7           | 14              | 1               | 10                | 0                 | -          | -          | -                              | 24                             | 2                              | 3      | 0      | 137   | 10    |
| 2011-2012             | Paris Saint-Germain   | Ligue 1               | 15          | 2           | 1               | 0               | -                 | -                 | -          | -          | -                              | -                              | -                              | -      | -      | 16    | 2     |
| 2012-2013             | Paris Saint-Germain   | Ligue 1               | 24          | 2           | 1               | 0               | -                 | -                 | -          | -          | C1                             | 9                              | 2                              | -      | -      | 34    | 4     |
| 2013-2014             | Paris Saint-Germain   | Ligue 1               | 31          | 2           | 1               | 0               | 2                 | 0                 | 1          | 1          | C1                             | 7                              | 0                              | -      | -      | 42    | 3     |
| Sous-total            | Sous-total            | Sous-total            | 70          | 6           | 3               | 0               | 2                 | 0                 | 1          | 1          | -                              | 16                             | 2                              | -      | -      | 92    | 9     |
| 2014-2015             | AC Milan              | Serie A               | 21          | 1           | 2               | 0               | -                 | -                 | -          | -          | -                              | -                              | -                              | -      | -      | 23    | 1     |
| 2015-2016             | AC Milan              | Serie A               | 25          | 3           | -               | -               | -                 | -                 | -          | -          | -                              | -                              | -                              | -      | -      | 25    | 3     |
| Sous-total            | Sous-total            | Sous-total            | 46          | 4           | 2               | 0               | -                 | -                 | -          | -          | -                              | -                              | -                              | -      | -      | 48    | 4     |
| Total sur la carrière | Total sur la carrière | Total sur la carrière | 364         | 42          | 28              | 1               | 12                | 0                 | 3          | 1          | -                              | 92                             | 14                             | 18     | 0      | 517   | 58    |